# Jean-Baptiste de Lamarck
Jean-Baptiste Pierre Antoine de Monet, Chevalier de Lamarck (Bazentin-le-Petit, 1 augustus 1744 – Parijs, 28 december 1829) was een Franse natuuronderzoeker. Hij was een dierkundige en plantkundige die tijdens zijn leven weinig erkenning vond, maar in zijn laatste levensjaren vooral in Frankrijk erkenning kreeg als autoriteit op het gebied van de ongewervelden. Zijn theorie over de overerving van eigenschappen, die deel uitmaakt van zijn totale theorie over evolutie, wordt sinds de 19e eeuw het Lamarckisme genoemd.

## Werk
Lamarck was de eerste die sterk onderscheid maakte in gewervelde en ongewervelde dieren. Zijn hoofdwerk: Animaux sans Vertèbres (1815-1822). Hij was ook de eerste die het woord "biologie" gebruikte.
Nu is hij nog voornamelijk bekend als de auteur van een aantal pre-darwinistische evolutionaire ideeën, vooral zijn stelling van de overerving van verworven kenmerken (bijvoorbeeld dat de zoon van een smid sterker is dan de zoon van een kleermaker). Zijn evolutietheorie, gepubliceerd in Philosophie zoologique (1809) kon tijdens zijn leven niet doorbreken wegens de scherpe kritiek en ridiculisering door o.a. Georges Cuvier. De Lamarck was overtuigd van het samenvallen van "evolutie" en "perfectionering" en daarom sprak hij ook over de ladder van de natuur: evolutie is rechtlijnig, doelgericht & opklimmend. Het organisme wil zelf veranderen, heeft creativiteit en inventiviteit - in tegenstelling tot het passieve wezen in de darwinistische evolutietheorie, dat overgeleverd is aan de willekeur van de natuur.
Charles Darwin raakte bekend met Lamarcks ideeën via zijn mentor in Edinburgh, Robert Edmond Grant, die positief stond tegenover Lamarck.
Na Darwins publicaties werd door de meeste wetenschappers het evolutionaire principe aanvaard, maar niet de natuurlijke selectie. Voor hen was de theorie van Lamarck een goed alternatief. Rond het einde van de negentiende eeuw ontstond er voornamelijk in Frankrijk en de Verenigde Staten een neo-lamarckistische school. Een bekend aanhanger daarvan was de Amerikaanse paleontoloog Edward Drinker Cope. Ondanks voortdurende kritiek werd pas echt algemeen aanvaard dat verworven kenmerken niet erfelijk kunnen zijn, toen er geen enkel mechanisme ontdekt werd waarmee een organisme of zijn omgeving invloed kan uitoefenen op zijn erfelijk materiaal.

## Neo-Lamarckisme
Paul Kammerer (1880-1926) is een bekend voorbeeld van een bioloog die Lamarckiaanse erfelijkheid probeerde te bewijzen.
Ook Edward J. Steele neemt in zijn boek Lamarck's Signature (1998) een neo-Lamarckistische positie in.
Alhoewel Lamarckisme als evolutionaire invloed bij grotere levensvormen grotendeels in diskrediet is gebracht, zijn er enkele hedendaagse wetenschappers die beweren dat het bij micro-organismen wel aantoonbaar is. In 1988 brachten John Cairns en een groep wetenschappers van Radcliffe Infirmary in het Engelse Oxford het debat over Lamarckisme terug in de belangstelling. Zij namen een gemuteerde stam van  Escherichia coli (darmbacterie) die niet in staat was om lactose op te nemen, en plaatsten deze in een omgeving waarin lactose het enige beschikbare voedsel vormde. Ze observeerden dat er na verloop van tijd mutaties ontstonden, zo snel dat het erop leek te wijzen dat de bacteriën hun handicap hadden overwonnen door hun eigen genen te veranderen. Cairns en andere onderzoekers waren ook in staat om het proces van deze adaptieve mutatie te herhalen.
Een moderne evolutiebioloog die uitgebreid heeft geschreven over de theorie en de receptie van Lamarcks denkbeelden, is Stephen Jay Gould. Hij verwijt de wetenschappers na Lamarck dat ze wel een heel gereduceerd beeld ophangen van de visie die Lamarck op de evolutie had. Ze verhieven één aspect van zijn theorie - de overerving van verworven eigenschappen - tot de hoeksteen van zijn denken over evolutie, terwijl het in werkelijkheid ging om een alomvattend systeem.

## Trivia
In tegenstelling tot wat sommigen zeggen was Lamarck geen deïst, maar eerder een agnost, omdat hij meende dat de mens alleen kennis kon verwerven over materie en eigenschappen van materie, en daartoe behoort God niet.
In het boek Erfgoed (Legacy) van Greg Bear komt de fictieve planeet "Lamarckia" voor, waar organismen voorkomen die eigenschappen kunnen verwerven en doorgeven.
In het 18e arrondissement van Parijs zijn een straat en metrostation naar hem vernoemd.